# Митровићев дом на Авали
Митровићев дом на Авали, у Белом Потоку, најстарији сачувани планинарски дом у Србији. Подигнут је 1926. године, после прве планинарске куће из 1902. године и нове планинарске куће 1910. године. Представља непокретно културно добро као споменик културе.
Подизање дома је уско везано за развој планинарства, првих научно-истраживачких подухвата из области биолошких, геолошких и минералошких наука. Оснивањем Планинарског друштва Србије 1901. године, чији је први председник био др Јован Жујевић, професор геологије, планинарство добија шире друштвене размере.
Назив је добио по др Душану Шпирти Митровићу, лекару, добровољцу на Солунском фронту, заслужном за изградњу Дома и популарисање планинарства. Митровићев дом на Авали је пројектован у духу романтизованог академизма с реминесценцијом на народну архитектуру.